# Varstu
Varstu (deutsch: Warsto) ist eine Landgemeinde im estnischen Kreis Võru mit einer Fläche von 170,7 km². Sie hat 1036 Einwohner (Stand: 1. Januar 2017).
Varstu liegt im Südwesten des Landkreises an der Grenze zu Lettland. Neben dem Hauptort Varstu umfasst die Landgemeinde weitere 18 Dörfer: Hintsiko, Kangsti, Krabi, Kõrgepalu, Laurimäe, Liguri, Lüütsepa, Matsi, Metstaga, Mutemetsa, Paganamaa, Punsa, Pähni, Raudsepa, Soolätte, Tagakolga, Vana-Roosa und Viru.